# Mirza Huseynov
Mirza Davud Baghir oglu Huseynov (en azerí: Mirzə Davud Bağır oğlu Hüseynov; en ruso: Мирза Давуд Багир оглы Гусейнов), también escrito como Husseynov o Huseinov (marzo de 1894 - 21 de marzo de 1938), fue un revolucionario, político y estadista soviético.

## Biografía
Huseynov nació el 10 de marzo de 1894 en Bakú, en una familia clerical. Después de haber estudiado en una escuela local desde 1904 hasta 1913, se mudó a Moscú para estudiar economía en el Instituto de Comercio, especificándose en finanzas públicas. Durante este periodo, ocurrió la Revolución Rusa y Huseynov se involucró en manifestaciones y discursos que tuvieron lugar en la ciudad, organizando asociaciones de estudiantes azeríes, cuya finalidad era derrocar al gobierno zarista. En dichos círculos participaba en conferencias y estudiaba ciencias políticas. En mayo de 1917, regresó a Bakú y fue destinado a Agdash para trabajar en el Comité de Refugiados de las gobernaciones de Bakú y Ganja. En octubre de 1918, regresó a Bakú y estableció un comité revolucionario estudiantil.
En noviembre de 1918, Huseynov se unió al Partido Bolchevique, y unos meses después, marzo de 1919, Huseynov fue uno de los líderes del Partido Hummet, de ideología probolchevique, y más tarde fue elegido como su presidente. Además trabajó en el Ministerio de Finanzas de la República Democrática de Azerbaiyán. Después del establecimiento de la República Socialista Soviética de Azerbaiyán, Huseynov se convirtió en presidente del Comité Militar-Revolucionario Provisional, desde el 28 de abril de 1920 hasta el 16 de mayo del mismo año. Entre el 11 y el 12 de febrero de 1920 se celebró el 1° Congreso del recién creado Partido Comunista de la RSS de Azerbaiyán, en el cual Huseynov fue designado como su Primer Secretario. Luego fue vicepresidente del Comité Revolucionario, Comisario del Pueblo de Finanzas y Comisario del Pueblo de Asuntos Exteriores de la RSS de Azerbaiyán desde mayo de 1921 hasta diciembre de 1921, así como Comisario del Pueblo de Finanzas y vicepresidente del Comité Estatal de la RSFS de Transcaucasia.
En 1922, Huseynov se desempeñó como diputado del Comisariado del Pueblo para las Nacionalidades de la RSFS de Rusia. Tras la creación de la Unión Soviética, desde enero de 1923 hasta noviembre de 1929, fue vicepresidente del Sovnarkom de la República Socialista Federativa Soviética de Transcaucasia.En estos puestos, Mirza Huseynov dedicó mucho trabajo al desarrollo y fortalecimiento financiero de la industria y la agricultura de las repúblicas transcaucásicas y demostró ser un organizador bastante capaz. Durante este período, Huseynov prestó gran atención al desarrollo de la industria pesada y química en Transcaucasia. Señaló que la racionalización de la agricultura y la construcción de nuevas fábricas y plantas dependen del desarrollo de la industria química.
Desde 1930 hasta el 3 de noviembre de 1933, fue primer secretario del Partido Comunista de la RSS de Tayikistán. En dicho cargo, sus esfuerzos en el campo de la industrialización en los primeros cinco años, dieron lugar a varios logros en el desarrollo de la república, como por ejemplo, la electrificación y la radioización de Stalinabad, la colectivización y la erradicación del analfabetismo. Posteriormente, trabajó en Moscú durante los últimos años de su vida; desempeñando el cargo de administrador del Departamento de Educación para etnias no-rusas del Comisariado del Pueblo de Educación de la RSFS de Rusia desde 1934 hasta 1937. Además, fue miembro numerosas veces del Comité Central del partido en la RSFS de Transcaucasia, de la RSS de Azerbaiyán, de la Oficina de Asia Central, y del Comité Central del PCU(b). Durante la Gran Purga, Huseynov fue arrestado, acusado de conspirar contra el estado soviético, condenado a muerte y ejecutado el 21 de marzo de 1938. Fue rehabilitado póstumamente, durante la destalinización.

## Familia
En 1920 se casó con Tamara Joyskaya (1902-1990), hija del primer ministro del depuesto gobierno de la República Democrática de Azerbaiyán, Fatali Khan Khoyski.

## Obras
Huseynov fue autor de dos libros durante su carrera: Musavat en el pasado y presente, publicado en 1920 y Principales puntos de progreso del Partido Comunista.